# Rede bayesiana
As redes bayesianas são grafos  que representam relações de probabilidade condicional, ou seja, como que a ocorrência de certas variáveis depende do estado de outra. Elas foram desenvolvidas no início dos anos 1980 para facilitar a tarefa de predição e “abdução” em sistemas de inteligência artificial (AI).
Em resumo, redes bayesianas, também conhecidas como redes de opinião, redes causais e gráficos de dependência probabilística, são modelos gráficos para raciocínio (conclusões) baseados em incerteza, onde os nós representam as variáveis (discretas ou contínuas), e os arcos representam conexões diretas entre eles. Redes bayesianas vem se tornando a metodologia padrão para a construção dos sistemas que confiam no conhecimento probabilístico e tem sido aplicada em uma variedade de atividades do mundo real.
Redes bayesianas são modelos de representação do conhecimento que trabalham com o conhecimento incerto e incompleto por meio do Teorema de Bayes, publicado pelo matemático Thomas Bayes em 1763.
Matematicamente, uma rede bayesiana é uma representação compacta de uma tabela de conjunção de probabilidades do universo do problema. Do ponto de vista de um especialista, redes bayesianas constituem um modelo gráfico que representa de forma simples as relações de causalidade das variáveis de um sistema.
Essa representação tem como uma das suas principais características a adaptabilidade, podendo, a partir de novas informações, e com base em informações de cunho verdadeiro, gerar alterações nas dependências e nos seus conceitos. Permite, dessa forma, que as probabilidades não sejam meros acasos, podendo confirmar e criar novos conceitos.
A representação das redes bayesianas é feita por meio de um grafo acíclico direcionado, no qual os nós representam variáveis de um domínio e os arcos representam a dependência condicional entre as variáveis. Para representar a força da dependência, são utilizadas probabilidades, associadas a cada grupo de nós pais-filhos na rede.

## Exemplo

Exemplo de uma rede bayesiana simples

Dois eventos podem fazer a grama ficar molhada: um regador ativo ou a chuva. A chuva tem um efeito direto no uso do regador (pois quando chove, o regador geralmente está inativo). Essa situação pode ser modelada com uma rede bayesiana. Cada variável tem dois valores possíveis: V (Verdadeiro) ou F (Falso).
A Distribuição de probabilidade conjunta é:
{\displaystyle P(G,R,C)=P(G|R,C)\cdot P(R|C)\cdot P(C)}
onde G = grama molhada (verdadeiro/falso), R = regador ligado (verdadeiro/falso) e C = chovendo (verdadeiro falso).
O modelo pode responder questões sobre a presença de uma causa dada a presença de um efeito (também chamado de probabilidade inversa), como por exemplo "Qual é a probabilidade que esteja chovendo, dado que a grama está molhada?", usando a fórmula da probabilidade condicional:
{\displaystyle P(C=V|G=V)={\frac {P(G=V,C=V)}{P(G=V)}}={\frac {\sum _{R\in \{V,F\}}P(G=V,R,C=V)}{\sum _{R,C\in \{V,F\}}P(G=V,R,C)}}}
Usando a expansão para a probabilidade conjunta {\displaystyle P(G,R,C)} e as probabilidades condicionais das tabelas mostradas no diagrama, pode-se obter o valor de cada termo no numerador e no denominador. Por exemplo,
{\displaystyle {\begin{aligned}P(G=V,R=V,C=V)&=P(G=V|R=V,C=V)P(R=V|C=V)P(C=V)\\&=0.99\times 0.01\times 0.2\\&=0.00198.\end{aligned}}}
Então os resultados numéricos são:
{\displaystyle P(C=V|G=V)={\frac {0.00198_{VVV}+0.1584_{VFV}}{0.00198_{VVV}+0.288_{VVF}+0.1584_{VFV}+0.0_{VFF}}}={\frac {0.16038}{0.44838}}\approx 35.77\%.}